# The Who Tour 1980

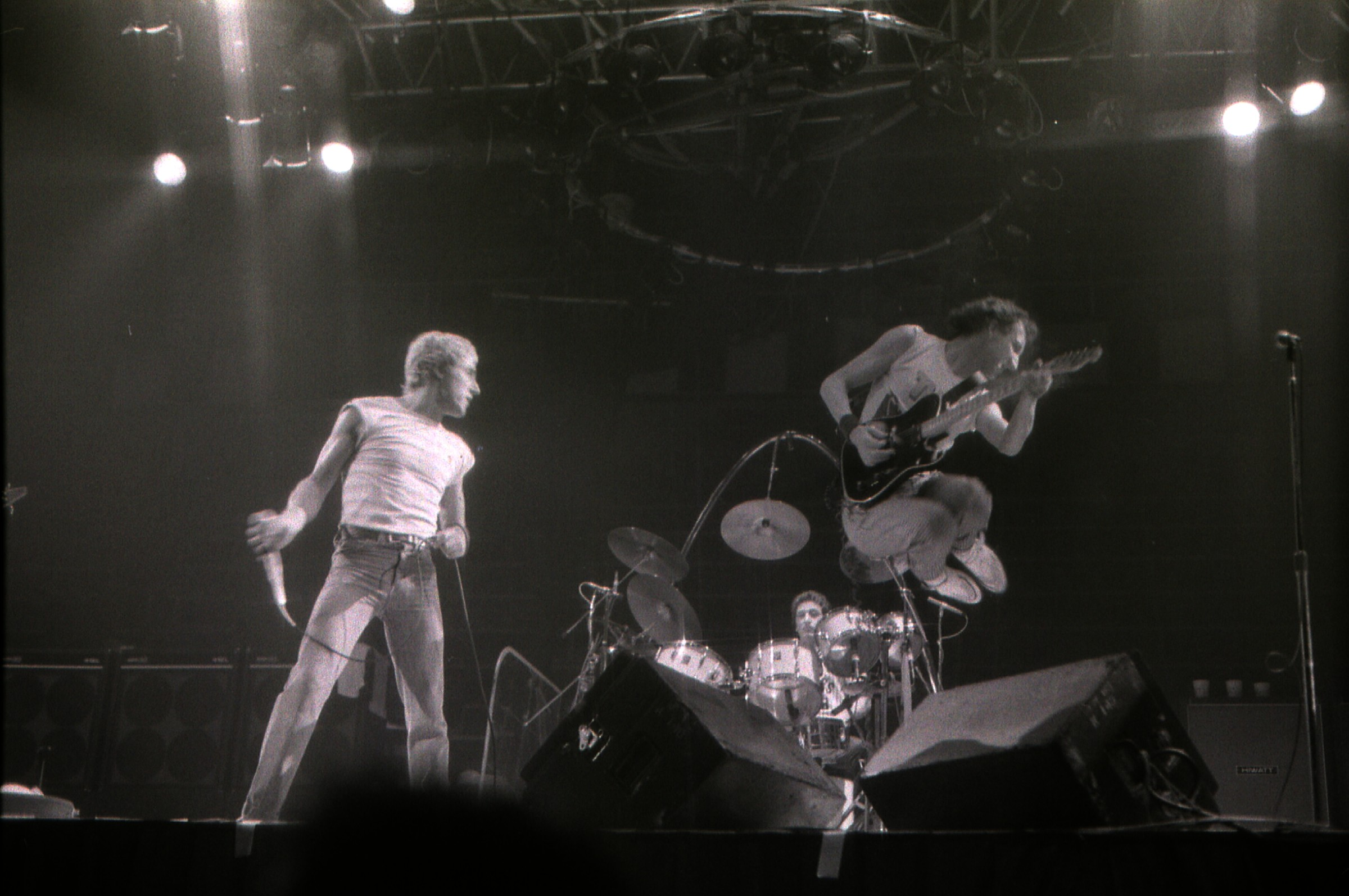
The Who Tour 1980 en MLG, Toronto, 6 de mayo de 1980 Photo by Jean-Luc Ourlin.

The Who Tour 1980 fue una gira mundial de la banda británica The Who durante 1980.

## Lista de canciones
1. "Substitute"
2. "I Can't Explain"
3. "Baba O'Riley"
4. "My Wife" (John Entwistle)
5. "Sister Disco"
6. "Behind Blue Eyes" (replaced with "Getting in Tune" on 27 March)
7. "Music Must Change" (replaced with "Dreaming from the Waist" on 1 April)
8. "Drowned"
9. "Who Are You"
10. "5.15"
11. "Pinball Wizard"
12. "See Me, Feel Me"
13. "Long Live Rock"
14. "My Generation"
15. "Sparks" (not played on 26 and 27 March)
16. "I Can See for Miles" (not played on 30 March)
17. "Won't Get Fooled Again"

1. "Substitute"
2. "I Can't Explain"
3. "Baba O'Riley"
4. "My Wife" (John Entwistle)
5. "Sister Disco"
6. "Behind Blue Eyes"
7. "Music Must Change" or "Dreaming from the Waist"
8. "Drowned"
9. "Who Are You"
10. "5.15"
11. "Pinball Wizard"
12. "See Me, Feel Me"
13. "Long Live Rock"
14. "My Generation"
15. "I Can See for Miles"
16. "Sparks"
17. "Won't Get Fooled Again"

1. "Substitute"
2. "I Can't Explain"
3. "Baba O'Riley"
4. "My Wife" (John Entwistle)
5. "Sister Disco"
6. "Behind Blue Eyes"
7. "Music Must Change"
8. "Drowned"
9. "Who Are You"
10. "5.15"
11. "Pinball Wizard"
12. "See Me, Feel Me"
13. "Long Live Rock"
14. "My Generation"
15. "I Can See for Miles" (not played at every show)
16. "Sparks" (dropped after 7 July)
17. "Naked Eye" (not played at every show)
18. "Won't Get Fooled Again"

## Fechas de la gira
| Fecha               | Ciudad                      | País          | Lugar                              |
| Europa              | Europa                      | Europa        | Europa                             |
| ------------------- | --------------------------- | ------------- | ---------------------------------- |
| 26 de marzo de 1980 | Essen                       | Germany       | Grugahalle                         |
| 27 de marzo de 1980 | Essen                       | Germany       | Grugahalle                         |
| 28 de marzo de 1980 | Zúrich                      | Switzerland   | Hallenstadion                      |
| 30 de marzo de 1980 | Vienna                      | Austria       | Pavilion                           |
| 31 de marzo de 1980 | Munich                      | Germany       | Olympiahalle                       |
| 1 de abril de 1980  | Frankfurt                   | Germany       | Festhalle Frankfurt                |
| Norteamérica        |                             |               |                                    |
| 14 de abril de 1980 | Vancouver, British Columbia | Canadá        | Pacific Coliseum                   |
| 15 de abril de 1980 | Seattle, Washington         | United States | Seattle Center Coliseum            |
| 16 de abril de 1980 | Seattle, Washington         | United States | Seattle Center Coliseum            |
| 18 de abril de 1980 | Oakland, California         | United States | Oakland Coliseum Arena             |
| 19 de abril de 1980 | Oakland, California         | United States | Oakland Coliseum Arena             |
| 20 de abril de 1980 | Oakland, California         | United States | Oakland Coliseum Arena             |
| 22 de abril de 1980 | Salt Lake City, Utah        | United States | Salt Palace                        |
| 23 de abril de 1980 | Denver, Colorado            | United States | McNichols Arena                    |
| 24 de abril de 1980 | Denver, Colorado            | United States | McNichols Arena                    |
| 26 de abril de 1980 | Kansas City, Misuri         | United States | Kemper Arena                       |
| 28 de abril de 1980 | San Luis, Misuri            | United States | Checkerdome                        |
| 29 de abril de 1980 | Ames, Iowa                  | United States | Hilton Coliseum                    |
| 30 de abril de 1980 | Saint Paul, Minnesota       | United States | Saint Paul Civic Center            |
| 2 de mayo de 1980   | Saint Paul, Minnesota       | United States | Saint Paul Civic Center            |
| 3 de mayo de 1980   | Chicago, Illinois           | United States | International Amphitheatre         |
| 5 de mayo de 1980   | Toronto                     | Canadá        | Maple Leaf Gardens                 |
| 6 de mayo de 1980   | Toronto                     | Canadá        | Maple Leaf Gardens                 |
| 7 de mayo de 1980   | Montreal, Quebec            | Canadá        | Montreal Forum                     |
| Norteamérica        |                             |               |                                    |
| 18 de junio de 1980 | San Diego, California       | United States | San Diego Sports Arena             |
| 20 de junio de 1980 | Inglewood, California       | United States | The Forum                          |
| 21 de junio de 1980 | Inglewood, California       | United States | The Forum                          |
| 23 de junio de 1980 | Los Ángeles, California     | United States | Los Angeles Sports Arena           |
| 24 de junio de 1980 | Los Ángeles, California     | United States | Los Angeles Sports Arena           |
| 26 de junio de 1980 | Los Ángeles, California     | United States | Los Angeles Sports Arena           |
| 27 de junio de 1980 | Los Ángeles, California     | United States | Los Angeles Sports Arena           |
| 28 de junio de 1980 | Los Ángeles, California     | United States | Los Angeles Sports Arena           |
| 30 de junio de 1980 | Phoenix, Arizona            | United States | Arizona Veterans Memorial Coliseum |
| 2 de julio de 1980  | Dallas, Texas               | United States | Reunion Arena                      |
| 3 de julio de 1980  | Austin, Texas               | United States | Frank Erwin Center                 |
| 5 de julio de 1980  | Houston, Texas              | United States | The Summit                         |
| 7 de julio de 1980  | Baton Rouge, Louisiana      | United States | LSU Assembly Center                |
| 9 de julio de 1980  | Atlanta, Georgia            | United States | The Omni                           |
| 10 de julio de 1980 | Memphis, Tennessee          | United States | Mid-South Coliseum                 |
| 11 de julio de 1980 | Lexington, Kentucky         | United States | Rupp Arena                         |
| 13 de julio de 1980 | Greensboro, North Carolina  | United States | Greensboro Coliseum                |
| 14 de julio de 1980 | Hampton, Virginia           | United States | Hampton Roads Coliseum             |
| 16 de julio de 1980 | Toronto, Ontario            | Canadá        | CNE Stadium                        |